# Carcharhinus plumbeus
Espèce
Statut de conservation UICN

ENA2bd+4bd : En danger
Carcharhinus plumbeus est une espèce de requin du genre Carcharhinus. Il fut découvert par Giovanni Domenico Nardo en 1827.

## Description et caractéristiques
C'est un requin de taille intermédiaire, qui peut atteindre 2,5 m (les femelles étant plus grosses que les mâles). Il se reconnaît à son museau court et pointu, et surtout à sa nageoire dorsale, très longue, large, triangulaire et érigée ; ses nageoires pectorales sont également assez longues. La face dorsale est entièrement grise, et la ventrale blanchâtre. 

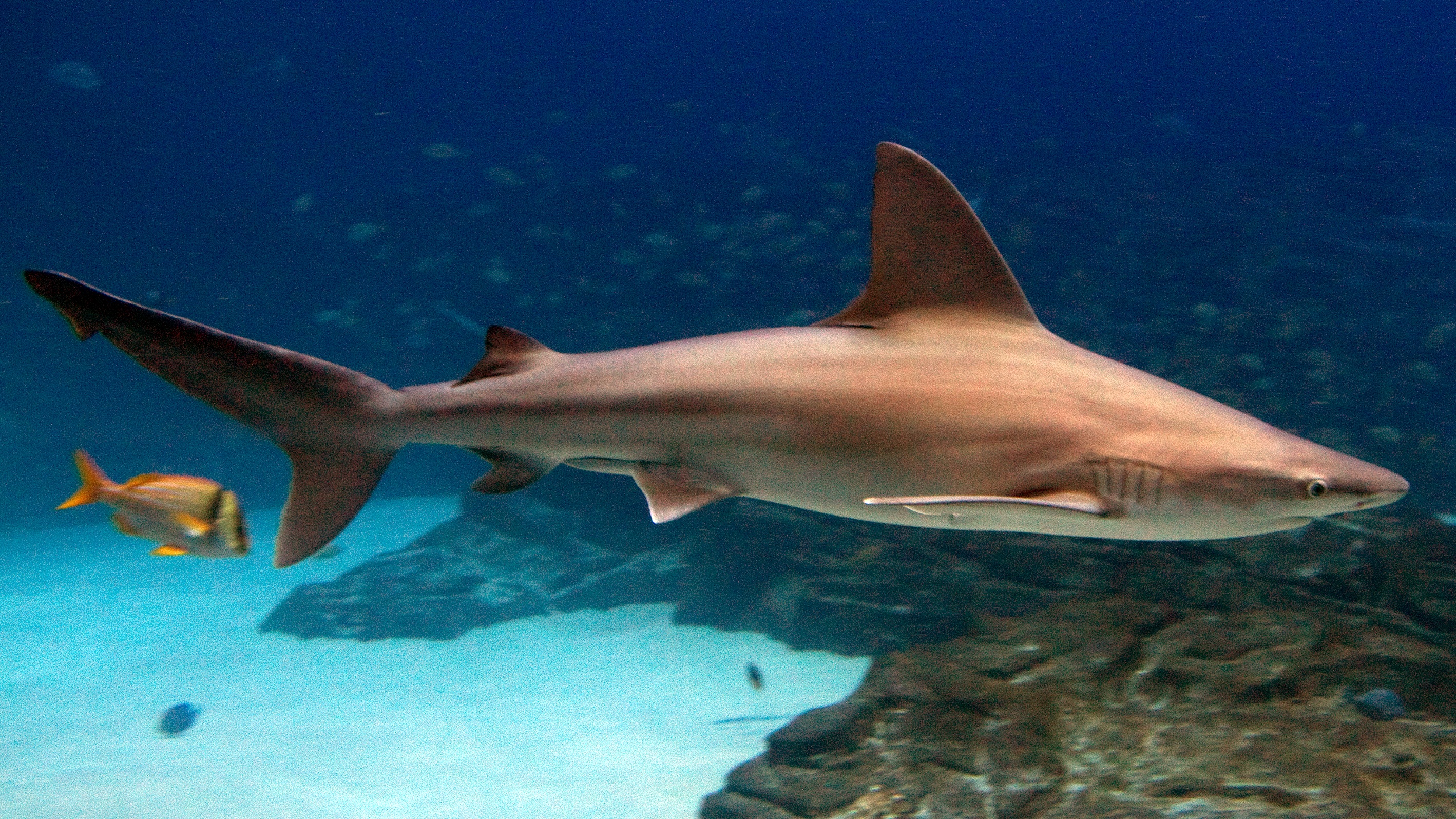
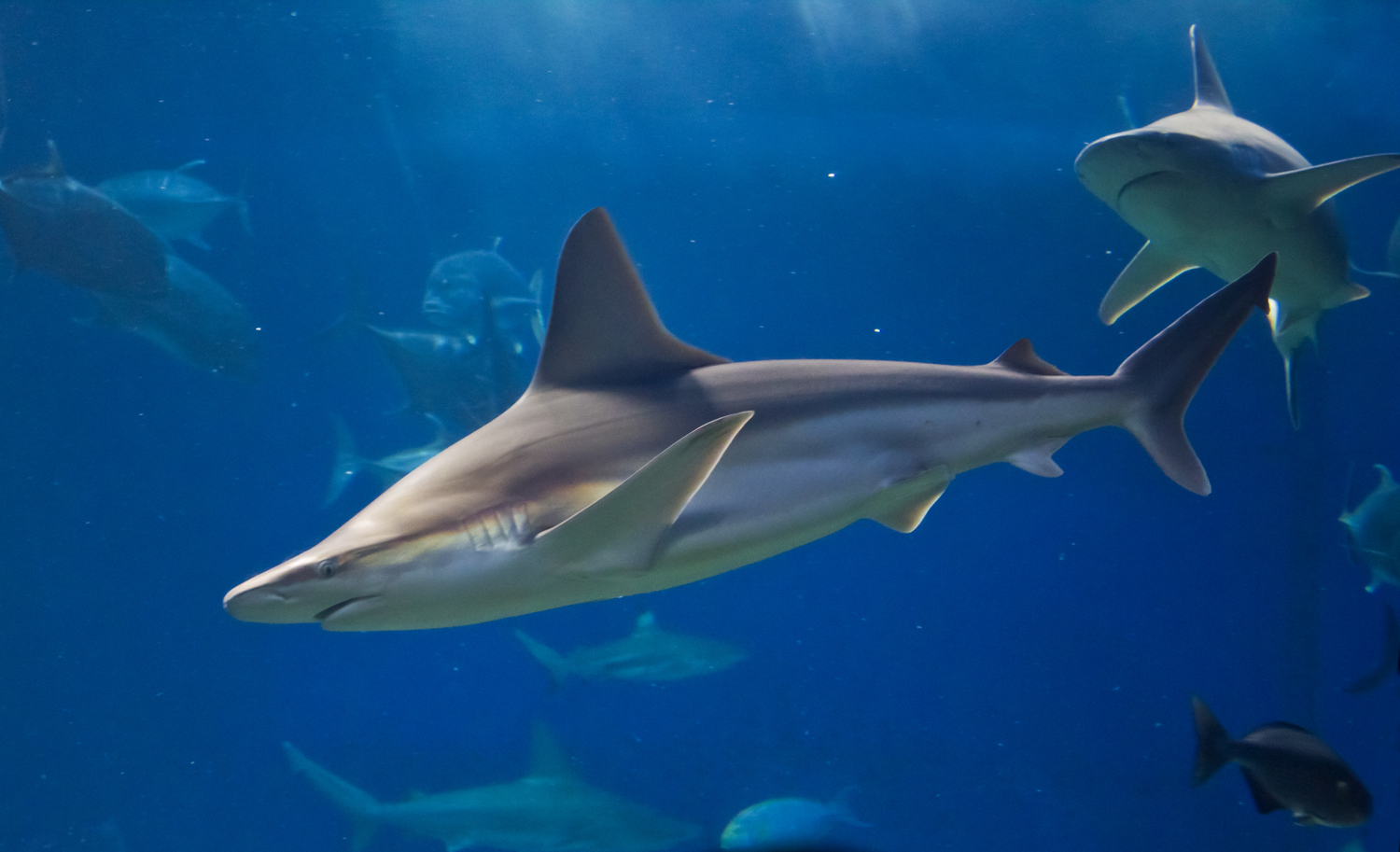
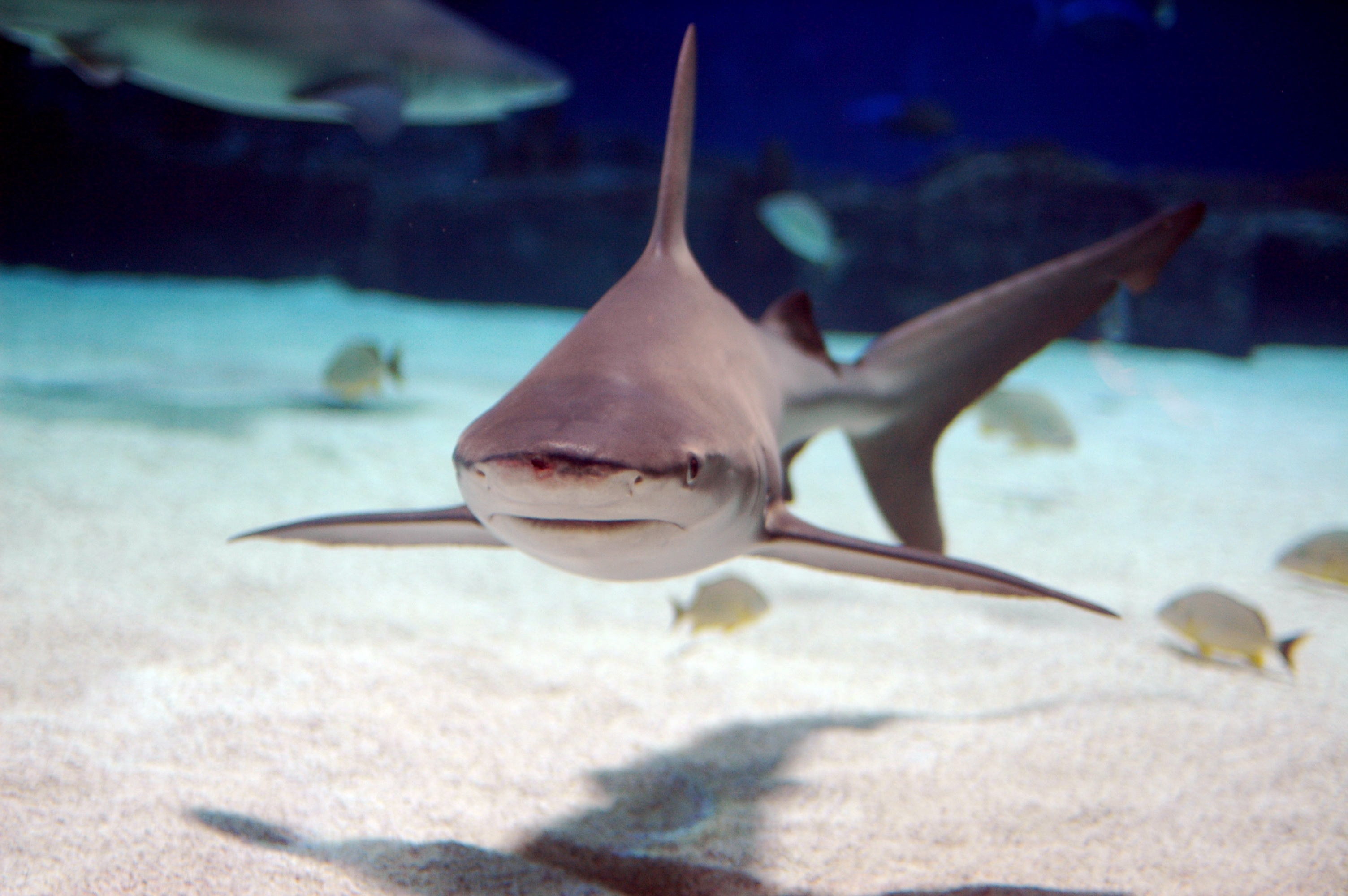

## Habitat et répartition
C'est un requin qui apprécie tout particulièrement les estuaires, ne craignant ni les eaux troubles ni les eaux saumâtres. 
On le rencontre le long des côtes est de tous les continents, et beaucoup plus ponctuellement sur quelques côtes ouest : sa répartition, étroitement liée à son habitat, est très discontinue. 

## Problème sur le nom vernaculaire
Attention, deux espèces de requins sont surnommées "Requin Gris": Carcharhinus plumbeus mais aussi Carcharhinus amblyrhynchos. Pour cette raison, il vaut mieux préciser "Requin Gris de récif" pour Carcharhinus amblyrhynchos.